# Ligota Tworkowska
Ligota Tworkowska est une localité polonaise de la gmina de Lubomia, située dans le powiat de Wodzisław en voïvodie de Silésie.